# سيرجيو باريتو
سيرجيو باريتو (بالإسبانية: Sergio Barreto)‏ هو لاعب كرة قدم أرجنتيني، ولد في 20 أبريل 1999 في كلوريندا، فورموزا في الأرجنتين. لعب مع إنديبندينتي.

## وصلات خارجية
- سيرجيو باريتو على موقع قاعدة بيانات كرة القدم.إي يو (الإنجليزية)
- سيرجيو باريتو على موقع Soccerway.com (الإنجليزية)